# جاي روي ستوكتون
جاي روي ستوكتون (بالإنجليزية: J. Roy Stockton)‏ هو صحفي أمريكي، ولد في 16 ديسمبر 1892، وتوفي في 24 أغسطس 1972.